# شتاینهاوزن ان در روتوم
شتاینهاوزن ان در روتوم (به آلمانی: Steinhausen an der Rottum) یک شهر در آلمان است که در Biberach واقع شده‌است. شتاینهاوزن ان در روتوم ۱٬۹۴۶ نفر جمعیت دارد.